# Цермело-Френкел теорија скупова
Цермело-Френкел теорија скупова са аксиомом избора (скраћено ЦФИ), је стандардни облик аксиоматске теорије скупова, и као такав се најчешће узима за основу математике.

## Увод
1908, Ернст Цермело је предложио прву аксиоматску теорију скупова, Цермело теорију скупова. Ова аксиоматска теорија није омогућавала конструкцију ординалних бројева; иако се већи део обичне математике може развити без коришћења ординалних бројева, они су основна алатка у већини проучавања у теорији скупова. Штавише, Цермелове аксиоме су увеле концепт коначног својства, чије је операционо значење било двосмислено. 1922, Абрахам Френкел и Торалф Сколем су независно предложили дефиниције коначног својства, као својства које се може формулисати у логици првог реда, тако да све атомске формуле укључују припадност скупу или једнакост. Из њиховог рада је настала аксиома замене. Додавањем ове аксиоме, као и аксиоме регуларности, Цермеловој теорији скупова је настала теорија означена као ЦФ.
Додавањем аксиоме избора (АИ) уз ЦФ, добија се ЦФИ. Када математички резултат захтева аксиому избора, то се понекад наглашава експлицитно. Разлог због кога се аксома избора овако издваја је то што је она инхерентно неконструктивна; она постулира постојање скупа (скуп избора), без назначавања како се тај скуп конструише. Стога резултати доказани помоћу АИ могу да укључују скупове, за које иако је могуће доказати да постоје, није их могуће конструисати експлицитно. На пример, аксиома избора подразумева постојање добре уређености на било ком скупу. Иако не можемо да конструишемо добру уређеност за скуп реалних бројева, R, аксиома избора гарантује постојање такве уређености.
ЦФИ има бесконачан број аксиома, јер је аксиома замене у ствари шема аксиома. Познато је да ни ЦФИ ни ЦФ не могу да буду аксиоматизоване коначним скупом аксиома; ово је први показао Ричард Монтагју (1961). са друге стране, Фон Нојман-Бернајз-Геделова теорија скупова (НБГ) може бити коначно аксиоматизована. Онтологија НБГ укључује класе уз скупове; скуп је класа која је члан друге класе. НБГ и ЦФИ су еквивалентне теорије скупова, у смислу да свака теорема о скуповима (то јест она која не помиње класе) која може бити доказана једном од ових теорија, може бити доказана и другом.
Услед Геделове друге теореме непотпуности, конзистентност ЦФИ се не може доказати унутар саме ЦФИ (осим ако је неконзистентна). Конзистентност ЦФИ потиче из постојања слабо недоступног кардинала, чије постојање није доказиво у ЦФИ (осим ако је ЦФИ неконзистентна). Међутим, скоро нико не гаји страхове да се унутар ЦФИ налази нека непримећена контрадикција; уврежено је мишљење да да је ЦФИ неконзистентна, то би до сада било откривено. Оволико је сигурно – ЦФИ не пада тако лако као наивна теорија скупова на своја три велика парадокса: Раселовом парадоксу, Бурали-Форти парадоксу, и Канторовом парадоксу.
Међу манама ЦФИ које су истакнуте у литератури су:
- Јача је него што је неопходно за готово целокупну свакодневну математику (ово су истакли Саундерс Меклејн и Соломон Феферман);
- Упоређена са неким другим аксиоматизацијама теорије скупова, ЦФИ је релативно слаба. На пример, не признаје постојање универзалног скупа (као Нове основе) или класе (као НБГ), услед опасности од Раселовог парадокса;
- Саундерс Меклејн (оснивач теорије категорија) и други сматрају да све аксиоматске теорије скупова не одговарају начину на који математика делује у пракси. Они сматрају да се у математици не ради о колекцијама апстрактних објеката и њихових својстава, већ о структури и пресликавањима која очувавају структуру.

## Аксиоме
Постоји више еквивалентних формулација аксиома ЦФИ; Следећи скуп аксиома је дао Кунен [1980]; Описи су додати зарад јасноће. 
1) Аксиома екстензионалности: Два скупа су иста ако имају исте елементе.
{\displaystyle \forall x\forall y(\forall z(z\in x\Leftrightarrow z\in y)\Rightarrow x=y)}
2) Аксиома регуларности (такође позната као аксиома основе): Сваки непразан скуп x садржи неког члана y тако да су x и y дисјунктни скупови.
{\displaystyle \forall x[\exists y(y\in x)\Rightarrow \exists y(y\in x\land \lnot \exists z(z\in y\land z\in x))]}
3) Аксиома шема спецификације: Ако је z скуп, и {\displaystyle \phi \!} је било које својство које могу да поседују елементи x из z, онда постоји подскуп y од z који садржи оне x из z који поседују то својство. Рестрикција на z је неопходна да би се избегао Раселов парадокс и његове варијанте. Формално: за било коју формулу {\displaystyle \phi \!} у језику ЦФИ са слободним променљивима међу {\displaystyle x,z,w_{1},\ldots ,w_{n}\!}:
{\displaystyle \forall z\forall w_{1}\ldots w_{n}\exists y\forall x(x\in y\Leftrightarrow (x\in z\land \phi ))}
4) Аксиома упаривања: Ако су x и y скупови, онда постоји скуп који их садржи оба.
{\displaystyle \forall x\forall y\exists z(x\in z\land y\in z)}
5) Аксиома уније: За сваки скуп {\displaystyle {\mathcal {F}}} постоји скуп A који садржи сваки скуп који је члан неког члана {\displaystyle {\mathcal {F}}}.
{\displaystyle \forall {\mathcal {F}}\,\exists A\,\forall Y\,\forall x(x\in Y\land Y\in {\mathcal {F}}\Rightarrow x\in A)}
6) Аксиома шема замене: 
За сваку формално дефинисану функцију f чији домен је скуп постоји скуп који садржи опсег f (подвргнут рестрикцији како би се избегли парадокси). Формално: за сваку формулу {\displaystyle \phi \!} у језику ЦФИ са слободним променљивима међу {\displaystyle x,y,A,w_{1},\ldots ,w_{n}\!}:
{\displaystyle \forall A\,\forall w_{1},\ldots ,w_{n}[(\forall x\in A\exists !y\phi )\Rightarrow \exists Y\forall x\in A\exists y\in Y\phi ].}
Овде квантификатор {\displaystyle \exists !y} означава да јединствен такав {\displaystyle y\!} постоји, до на једнакост.
Следећа аксиома користи нотацију {\displaystyle S(x)=x\cup \{x\}\!}.
Аксиоме 1 до 6 доказују да {\displaystyle S(x)\!} постоји и да је јединствено за сваки скуп {\displaystyle x\!}. Оне такође имплицирају да ако било који скуп постоји, онда празан скуп {\displaystyle \varnothing } постоји и јединствен је.
7) Аксиома бесконачности: Постоји скуп X такав да је празан скуп члан X и када год је y у X, такође је и S(y).
{\displaystyle \exists X\left(\varnothing \in X\land \forall y(y\in X\Rightarrow S(y)\in X)\right)}
8) Аксиома партитивног скупа: За сваки скуп  постоји скуп y који се састоји од сваког подскупа од x.
{\displaystyle \forall x\exists y\forall z(z\subseteq x\Rightarrow z\in y)}
Овде је {\displaystyle z\subseteq x} скраћеница за {\displaystyle \forall q(q\in z\Rightarrow q\in x)}.
9) Аксиома избора: За сваки скуп  постоји бинарна релација R која добро уређује X. Ово значи да је R линеарно уређење на X и сваки непразан подскуп од X има елемент који је минималан у односу на R.
{\displaystyle \forall X\exists R(R\;{\mbox{dobro-uredjuje}}\;X)}
Кунен такође укључује сувишну аксиому која каже да барем један скуп постоји. Постојање скупа следи из аксиоме бесконачности. Аксиома упаривања се може дедуковати из аксиоме бесконачности, аксиоме спецификације и аксиоме замене.
Често се јављају алтернативни облици првих осам аксиома. На пример, аксиома упаривања (#4) је често измењена тако да гласи да за сваке скупове x и y постоји скуп који садржи тачно x и y. Слично, аксиоме уније, замене и партитивног скупа су често написане тако да тврде да жељени скуп садржи само оне скупове које мора да садржи. Понекад се додаје аксиома која тврди да постоји празан скуп. За пример неких од ових варијација, видети списак аксиома које је дао Јеч [2003].
Аксиома избора има много еквивалентних исказа (то јест, постоји много исказа за које првих 8 аксиома доказује да су еквивалентне аксиоми 9). Међу њима је исказ да сваки скуп непразних скупова има функцију избора; име аксиоме је добијено из овог еквивалентног облика.
Горњи списак укључује две бесконачне шеме аксиома. Познато је да не постоји коначна аксиоматизација ЦФИ, и стога свака аксиоматизација мора да укључује барем једну овакву шему. Алтернативна верзија шеме замене имплицира шему укључивања; ово омогућава аксиоматизацију ЦФИ са тачно једном бесконачном шемом аксиома.